# La Valle Agordina
La Valle Agordina é uma comuna italiana da região do Vêneto, província de Belluno, com cerca de 1.208 habitantes. Estende-se por uma área de 48 km², tendo uma densidade populacional de 25 hab/km². Faz fronteira com Agordo, Forno di Zoldo, Longarone, Rivamonte Agordino, Sedico, Zoldo Alto.

## Demografia
| Variação demográfica do município entre 1861 e 2011                               |
|                                                                                   |
| Fonte: Istituto Nazionale di Statistica (ISTAT) - Elaboração gráfica da Wikipedia |